# Эфрусси (банкирская династия)

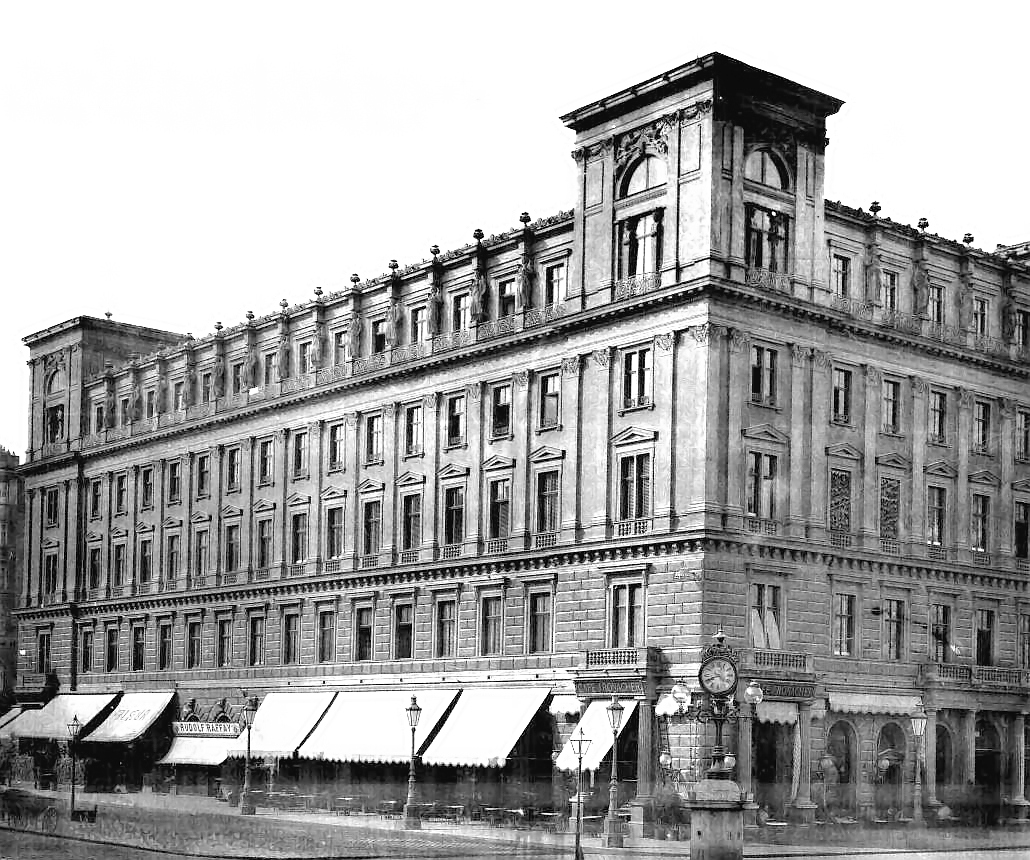
Венский дворец Эфрусси напротив Вотивкирхе на Рингштрассе (фото 1888 года)

Эфрусси — международная банкирская династия, основанная в 1830 году бердичевским купцом 1-й гильдии Ефимом Айзиковичем Эфрусси (Хаим Айзикович Ефруси, 1793—1864). Базировалась сначала в Одессе, затем в Вене и Париже. Соперничала с Гинцбургами за право считаться крупнейшей банкирской династией Европы российского происхождения.

## Родословная
Возникновение фамилии Эфрусси восходит к древнееврейскому ивр. אֶפְרָתִי — потомку библейского колена Ефремова (1Цар. 1:1) или жителю Ефраты (1Цар. 17:12, книга Руфь. 1:2). В юго-восточном диалекте идиша и ашкеназском произношения иврита — эфру́си, в северо-восточном диалекте — эфро́си. Соответственно, варианты Эфрусси и Ефрусси на начало XX века были наиболее распространены в Одессе; Ефрусси — в Одессе, Аккермане и других городах Бессарабии, Дубно; Эфрусси — в Черкассах и Балте, вариант Эфросси — в Белостоке.

## История банкирского дома Эфрусси

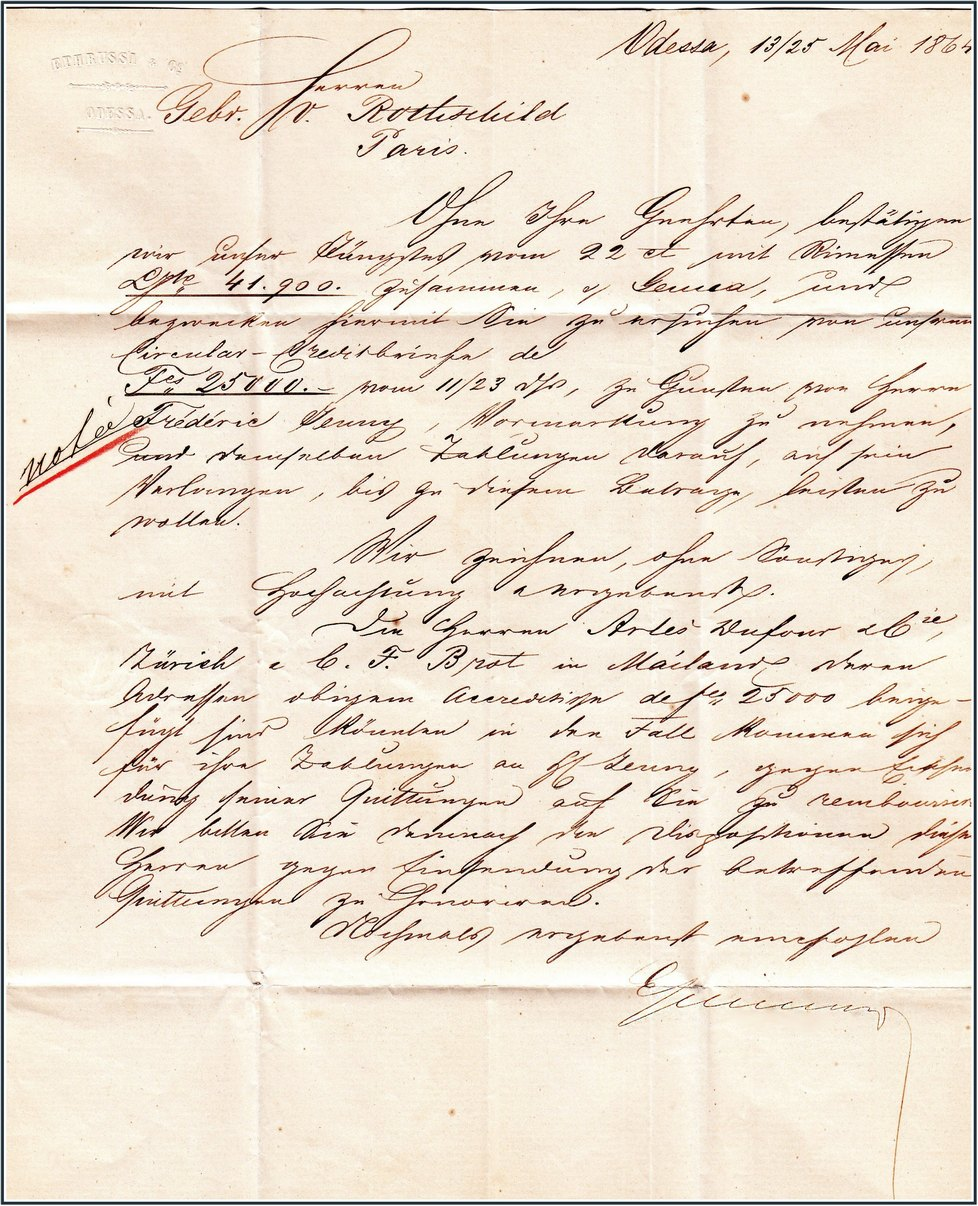
Письмо Эфрусси братьям Ротшильдам, 1864

### Иоахим Эфрусси — основатель династии
Основателем банкирского и торгового дома Эфрусси был Иоахим (Хаим или Ефим) Айзикович Эфрусси (1793—1864), который в последующем стал именоваться Шарлем Иахимом. Он происходил из житомирских мещан и был купцом 1-й гильдии из Бердичева, коим оставался до декабря 1835 года.
Иоахим Эфрусси дважды состоял в браке — с Беллой Лёвенсон и Генриеттой Гальперсон, дочка Мойше-Бунима Гальперсона, который был сыном известного купца из Заслава Мордхи Калмана Гальперсона. Он имел 6-х детей — 2-х дочерей: Терезу (1851—1911) и Мари (1853—1924); и 4-х сыновей: Игнатия (Игнаца) (1829—1899), родившегося в Бердичеве, и, родившихся в Одессе Леона (ум. 1877), Мишеля (1844—1914) и Мориса (1849—1916). Все его сыновья в последующем принимали участие в создании семейного торгового и банковского бизнеса.

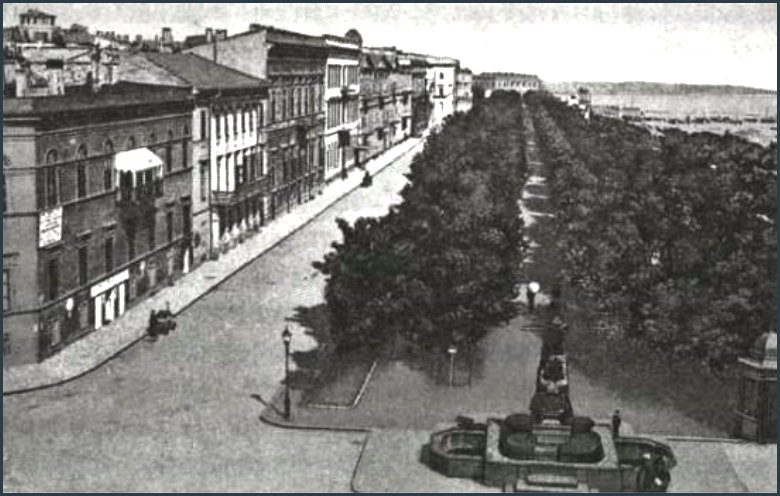
Банк и дом Эфрусси в Одессе 1890 года (2-е и 3-е здания)

Первоначально основу коммерческой деятельности Иоахима Эфрусси составляла торговля зерном. В 1820-х годах с ростом торгового оборота деловая активность постепенно перемещалась из Житомирской губернии в Одессу, в которой он действовал в качестве представителя торгового дома «Манзон и Эфрусси», основанного известным в Бердичеве банкиром Давидом Манзоном совместно с Иоахимом Эфрусси.
К 1829 году торговый дом окончательно обосновался в Одессе, а основой его коммерческой деятельностью по-прежнему оставался экспорт зерна. Наконец и сам Иоахим Эфрусси в 1835 году переехал из Житомира в Одессу.
19 декабря 1835 года Иоахим Эфрусси стал одесским купцом 1-й гильдии и вместе с Абрамом Рафаловичем основал банкирскую контору «Эфрусси, Рафалович и К». Для размещения банкирской конторы был выбрано здание на Приморском бульваре, в доме по соседству от которого разместилась семья Иоахима. В этом доме в последующем родились многие члены семейства Эфрусси в том числе Игнатий, Жюль, Шарль и Виктор.
1-я половина XIX века отмечена ростом влияния в Одессе еврейских банкирских домов. К середине 1860-х годов они практически полностью вытеснили доминирующих до них в торговле итальянцев и греков. Этому способствовал кризис конца 1850-х — начала 1860-х годов, после которого многие их конкуренты свернули свои дела и покинули Россию: были ликвидированы 23 торговых дома. В это же время обороты торгового дома «Эфрусси и К» неуклонно росли, и он со временем занял ведущее место в экспорте и обслуживании поставок зерна. За неполные 20 лет торговый оборот торгового дома вырос более чем в 100 раз: с 34,6 тыс. руб. в 1846 году до 825,5 тыс. руб. в 1853 году и 3,3 млн руб. в 1864 году.

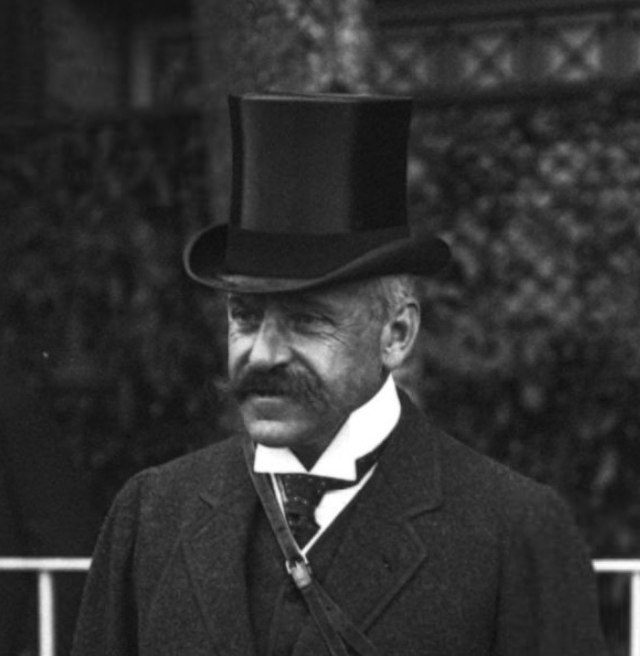
Морис Эфрусси. Конец XIX века.

К середине XIX века Эфрусси (помимо торговли зерном) являлись учредителями Товарищества береговладельцев лиманов и Куяльницко-Гаджибейского соляного промысла. Во владение Леона Эфрусси входили хутор под Одессой, крупная недвижимость (7 домов и дача) в Одессе, использовавшиеся для залога по питейным откупа, а также множеством других активов. В 1871 году одесский торговый дом «Эфрусси и К°» выступил соучредителем Русского банка для внешней торговли.
Банкирский дом «Эфрусси и К°» участвовал и в создании акционерной компании «Центральный банк российского поземельного кредита» (совместно со своими одесскими партнерами «Рафалович и К°», «Ф. П. Родоканаки»). Семья Эфрусси внесла свой вклад в основание Бессарабско-Таврического земельного банка (устав банка был утвержден 31 августа 1872 года, уставный акционерный капитал составлял 1,5 млн руб., поделённый на 7 тысяч акций по 250 руб.). Кроме Эфрусси среди соучредителей банка были Фёдор Рафалович, барон Г. О. Гинцбург, Ф. П. Родоканаки, П. Ф. Родоканаки и другие представители одесского крупного бизнеса.
Банкирский дом «Эфрусси и К°» был использован и для учреждения Харьково-Кременчугской железной дороги А. А. Абазой и К. К. Унгерн-Штернбергом в 1868 году. Он также занимался продвижением на иностранных биржах облигаций железнодорожных обществ, хотя в целом вкладывание денег в развитие железнодорожной инфраструктуры для одесского банкирского дома не было характерно — основной их интерес составляла внешняя торговля зерном.

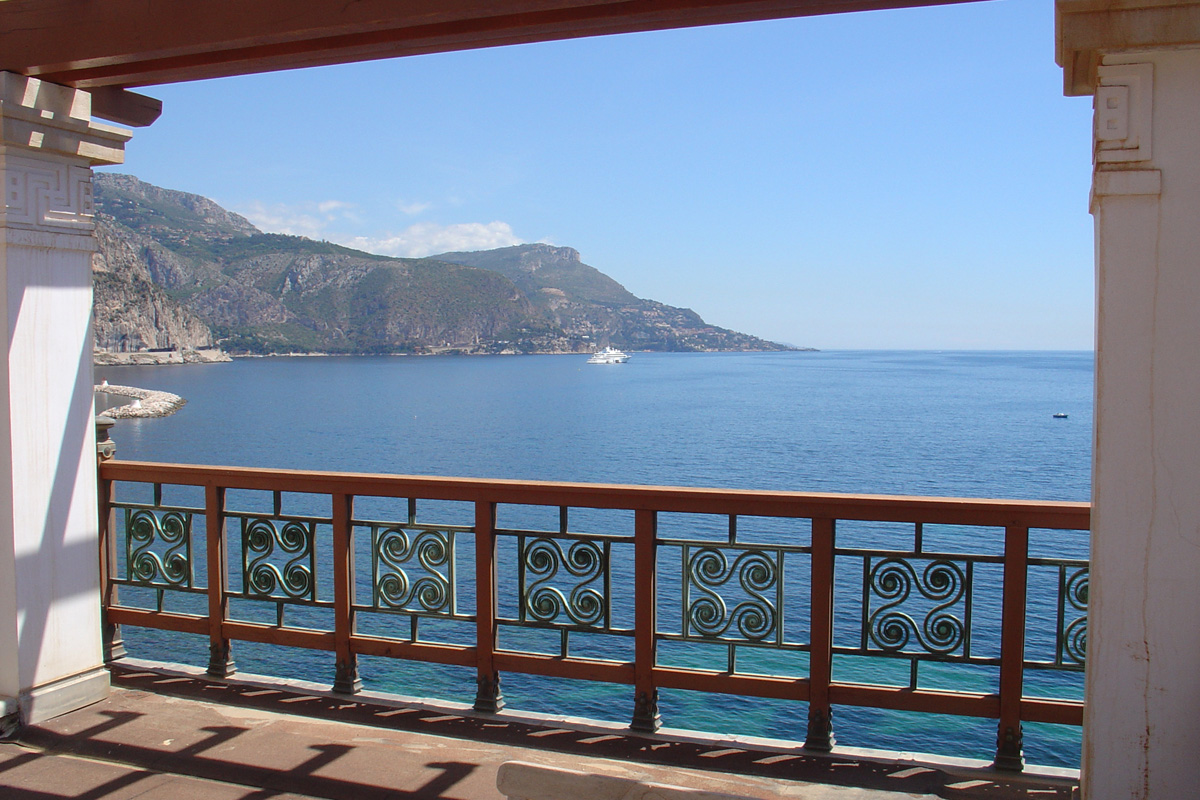
Вилла в микенском стиле на Лазурном берегу

Со временем И. Эфрусси открыл многочисленные конторы в Европе, а вскоре, благодаря родственным связям с Ротшильдами, создал свои филиалы в Париже и Вене. Это привелу к значительному росту количества финансовых операций и роли возглавляемого им торгового дома в экономической жизни этих стран. Принимая во внимание пользу, которую Леон Эфрусси принёс России производством обширной торговли, император указом от 15 июля 1866 году пожаловал его в коммерции советники. Последние годы жизни Иоахим Эфрусси провёл в Вене, где и умер 12 ноября 1864 года.

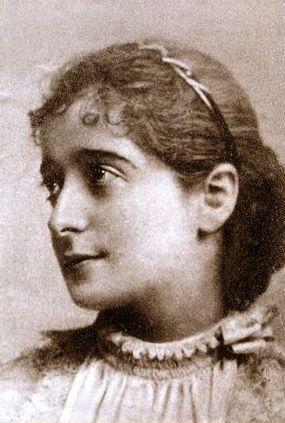
Беатриса Эфрусси де Ротшильд — баронесса из династии Ротшильдов, жена Мориса Эфрусси.

После смерти И. Эфрусси продолжателями семейного бизнеса в Одессе стали его сыновья Леон, Игнатий и Мишель. Дочь же И. Эфрусси Терез Баха Праскови Эфрусси вышла замуж за представителя известной французской банкирской семьи Леона Фульда и была матерью Эжена Шарля Иоахима Фульда, названного частично в честь её отца. Дочерью Эжена Шарля Иоахима Фульда была Элен Роберт Проппер де Кальехон, супруга Эдуардо Проппера де Кальехона и мать Элены Бонэм-Картер (в девичестве Проппер), матери Хелены Бонэм-Картер.

### Мишель Эфрусси
Мишель переселился в Париж, где вскоре, благодаря сохранившимся связям с Россией, зарекомендовал себя как один из крупнейших оптовых торговцев зерном в Европе. При этом он по-прежнему оставался российским подданным и фактически — вместе с братом Леоном — руководителем одесским торговым домом Эфрусси. Проживание за границей не помешало ему стать почётным гражданином Одессы. Его авторитет и влияние в торговле зерном были настолько велики, что за ним закрепилось прозвище «le Roi du Ble» — «король зерна», по аналогии с Джеймсом Ротшильдом, которого называли «le Roi des Juifs» — «королём евреев».
Со своим младшим братом Морисом Эфрусси Мишель открыл филиал банка Эфрусси & Co. в Париже. Кроме банковского бизнеса инвестиции Мишеля Эфрусс были отмечены при строительстве отеля Hôtel Pompadour at Fontainebleau, в разработке месторождений нефти Guapo Trinidad Oil Co, развитии авиации. Им даже был учреждён приз, носящий его имя, в размере 10 тыс. франков за достижения в области авиации.
23 декабря 1872 года в Париже его женой стала Амели Вильгельмина Лилиана Бер, с которой у него родилось трое детей. Его жена приходилась племянницей известному франко-немецкому композитору Джакомо Мейерберу.
Мишель Эфрусси занимался разведением породистых лошадей, которые принимали активное участие во всех престижных скачках, более того — они их часто выигрывали. Так в 1905 году лошадь Мишеля Эфрусси выиграла самые престижные скачки Франции — Grand Prix de Paris.
В историю вошёл инцидент, произошедший между Мишелем Эфрусси и Guy de Lubersac 4 апреля 1900 года. Его причиной послужили антисемитские высказывания в адрес его друга Роберта Ротшильда. Конфликт закончился дуэлью на шпагах, в которой Мишель был ранен в грудь, но рана оказалась несмертельной. Это событие активно освещалось в прессе тех лет.

### Морис Эфрусси
Младший сын Иоахима — Морис — занимался нефтяными разработками в Баку, кроме этого он продолжил банковское дело в Париже и Вене. Морис Эфрусси в 1883 году женился на дочери Альфонса Ротшильда Беатрис, которой исполнилось всего 19 лет. Они познакомились в Баку. Брак не был случайным — Морис был хорошим знакомым и партнёром семьи Ротшильдов, и родственные связи укрепляли их коммерческие связи.
В 1880-е годы Морис вместе со своим братом Мишелем стал учредителем и одним из руководителей банкирского дома «М. Эфрусси» в Париже, а компания по торговле зерном была преобразована в международный финансовый дом, который благодаря связям и поддержке Ротшильдов начал инвестировать капиталы в добычу нефти в Бакинском регионе, находившуюся фактически под его контролем.
Кроме нефтяного и банковского бизнеса семейство Мориса Эфрусси стало знаменитым благодаря возведению огромной виллы недалеко от Ниццы. Она была построена в основном на деньги Беатрис, доставшиеся ей после смерти отца, а это была немалая сумма — 700 миллионов[чего?]. К тому времени отношения между супругами заметно охладели и прошёл слух, что они тайно разведены, и на это были причины. Морис был известен как заядлый игрок, чего не одобряла Беатрис. Вилла раскинулась на выступающем далеко в море мысе Сен-Жан-Кап-Ферра Лазурного Берега и получила название Виллы Эфрусси-де-Ротшильда.

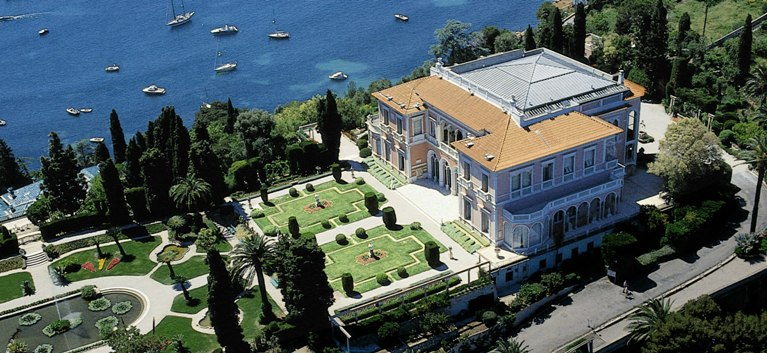
Вид на виллу (южный фасад) и французский сад

Строительство виллы было начато вскоре после смерти отца Беатрисы и продолжалось около 8 лет — с 1905 по 1912 годы. Было приобретено более 7 гектаров земли и нанято в общей сложности около 20 архитекторов. Вилла выделялась разбитыми вокруг неё прекрасными садами, собранием предметов искусства Средневековья и Возрождения, в том числе коллекцией фарфора, представленной произведениями знаменитых Севрской и Венсенской мануфактур. В 1934 году после смерти от туберкулеза Беатрис вилла, согласно её завещанию, была передана Академии изящных искусств Института Франции. В настоящее время это популярный во Франции музей. Наследников Морис и Беатрис не оставили.

### Игнатий (Игнац) Эфрусси

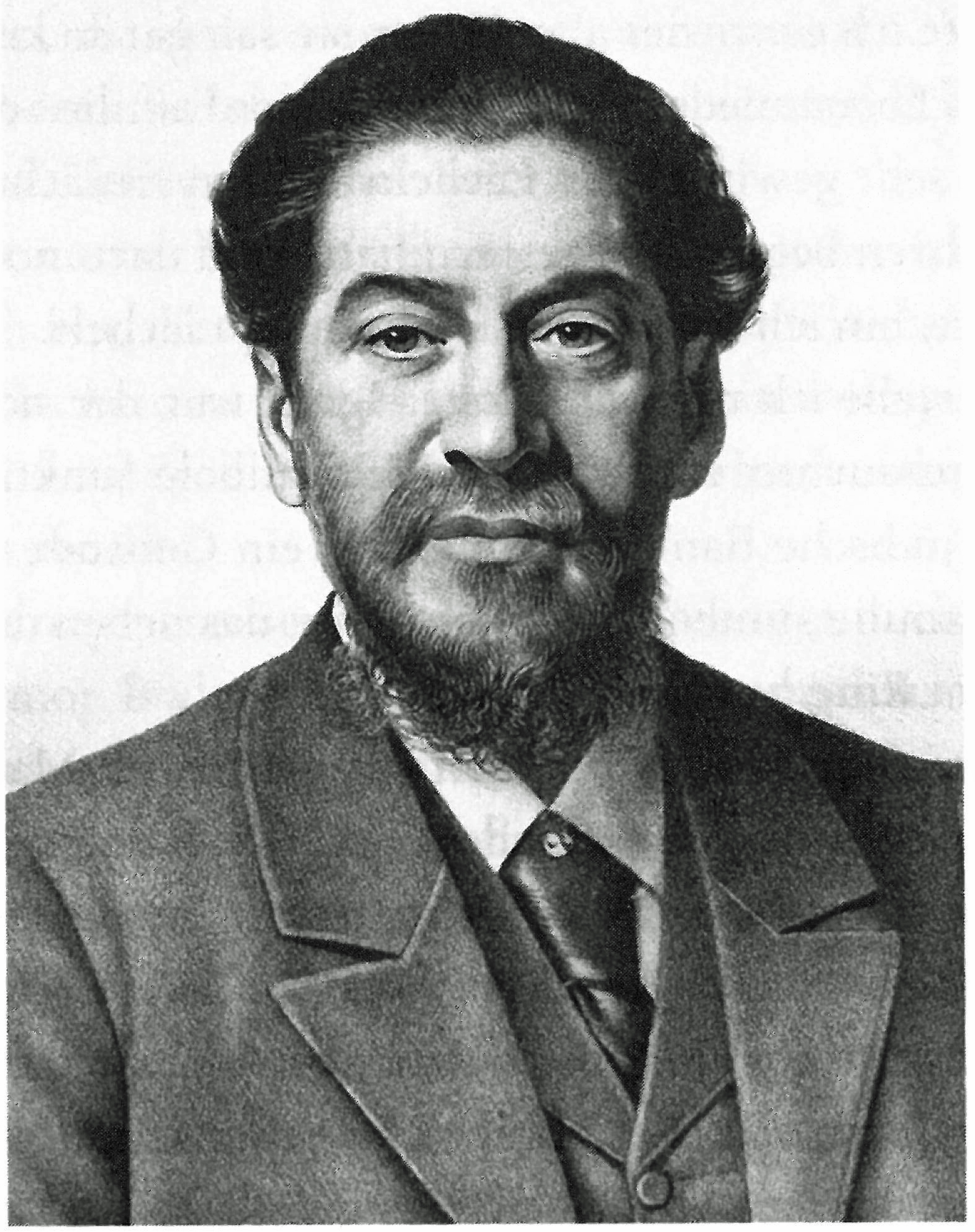
Барон Игнац фон Эфрусси (1871)

Старший сын Иоахима — Игнатий (Игнац) Эфрусси — был известен как один из богатейших людей Австрии. Как и отец, он родился в Бердичеве. 11 ноября 1855 года он женился на француженке Эмили Поргес (1836—1900) — дочери банкира пражского происхождения Эфраима Поргеса. В браке родилось трое детей: Виктор (1860—1945), Стефан (1856—1911) и Анна (1859—1889). В 1856 году Игнатий основал в Вене банк Ephrussi & Co, который в последующие годы значительно расширил свою деловую активность, открыв филиалы в Париже и Лондоне.
В 1870 году умер Леон Эфрусси, и к концу 1870-х руководство банкирским домом в Одессе перешло к Игнатию. К этому времени практически все семейство Эфрусси перебралось на постоянное жительство в Европу и роль Одессы в их делах постепенно ушла на второй план. Вследствие этого в 1882 году братья Эфрусси решили завершить свою деятельность в Одессе и перевести свой торговый дом из Одессы в Вену. Однако деловые связи и одесские партнеры по-прежнему продолжали играть большую роль в их коммерческих делах. При закрытии одесского отделения банкирского дома все его бывшие сотрудники получили щедрые пособия. Одесская пресса сообщала:

«Вчера заключена ликвидация дел одного из старейших местных банкирских домов „Эфрусси и К°“. Все, служившие в конторе банкирского дома, получают более или менее значительное вознаграждение», а те, кто проработал не менее 15-20 лет, "получают пожизненную пенсию, равную полному или половинному размеру получавшегося ими жалования.— 
В Вене слагали легенды о богатстве Игнатия Эфрусси. Горожане поговаривали, что он был невероятно богат даже по меркам других отнюдь не бедных еврейских банкиров, а они составляли в Австрии 71 % от их общей численности. Действительно Игнатий Эфрусси обладал вторыми по величине активами в Австрии.
Стремясь выделиться среди своих коллег, Игнатий Эфрусси возвёл роскошный дворец на Рингштрассе («Кольцевая улица»), названной современниками Sionstrasse («Сионская улица»). По завершении строительства дворца его хозяев обслуживало 17 слуг. Его украшала огромная коллекцию произведений искусства. Также посетители дворца отмечали золотой обеденный сервиз с выгравированной двойной «Е». Одновременно шло строительство другой коммерческой и жилой недвижимости, в том числе особняка на рю де Монсо.
Кроме дворцов в Вене Игнатий являлся владельцем нескольких банковских зданий по всей стране. Согласно бухгалтерским документам от 1899 года, его венские активы составляли более 3 миллионов флоринов, что соответствует приблизительно 200 миллионам современных долларов, из которых 70 % — ценных бумаг, 23 % — недвижимость, 5 % — произведения искусства и ювелирные изделия и 2 % — золото.
После затопления австрийской столицы в 1862 году Игнатий одолжил правительству необходимые средства для строительства набережных и мостов через Дунай. Император Австрии Франц Иосиф I, отмечая заслуги Игнатия Эфрусси, присвоил ему титул барона.
Кроме слухов о размере богатства, Игнатий Эфрусси был известен и как большой любитель женщин. Даже перед смертью, произошедшей 3 июня 1899 года во дворце Эфрусси в Вене, его за одну руку держала его невестка Амелия, а за другую — любовница.

### Виктор Эфрусси

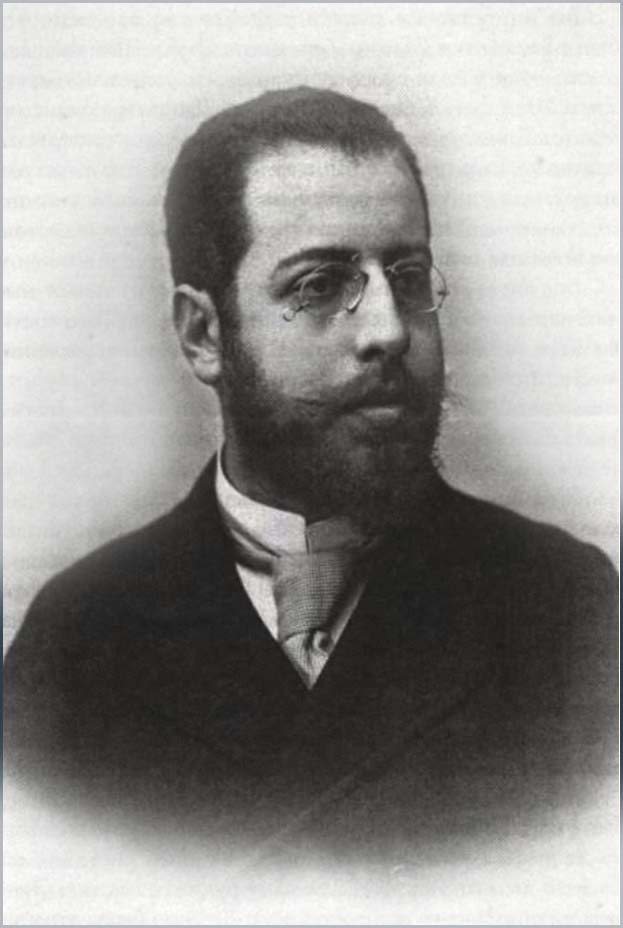
Виктор Эфрусси (1882)

После смерти Игнатия семейный бизнес перешёл к его сыну Виктору. Он был женат на уроженке Англии Эмми Шей — дочери барона Пауля Шей фон Коромла и Эвелины Ландауэр. Их родители дружили семьями и, кроме этого, были деловыми партнёрами и соседями по Рингштрассе. Свадьба состоялась незадолго до смерти отца Виктора 7 марта 1899 года. К этому времени Виктору было 39 лет, а невесте — 18. Таким образом Виктору перешло руководство банкирским домом Ephrussi & Co в Вене со всеми его обязательствами, связывавшими Вену с Одессой, Санкт-Петербургом, Лондоном, Парижем и другими городами Европы.
Торговый и банкирский дом Эфрусси оставался крупнейшим участником зернового рынка вплоть до начала Второй мировой войны, а его влияние (за счёт связей с братьями в Париже и Вене, а через них — с Ротшильдами) на биржи и рынок ценных бумаг было очень велико. Известен случай, когда в ответ на притеснения евреев в Российской империи Эфрусси вместе с Ротшильдами за две недели снизили на Парижской бирже курс российских государственных облигаций на 25 пунктов.

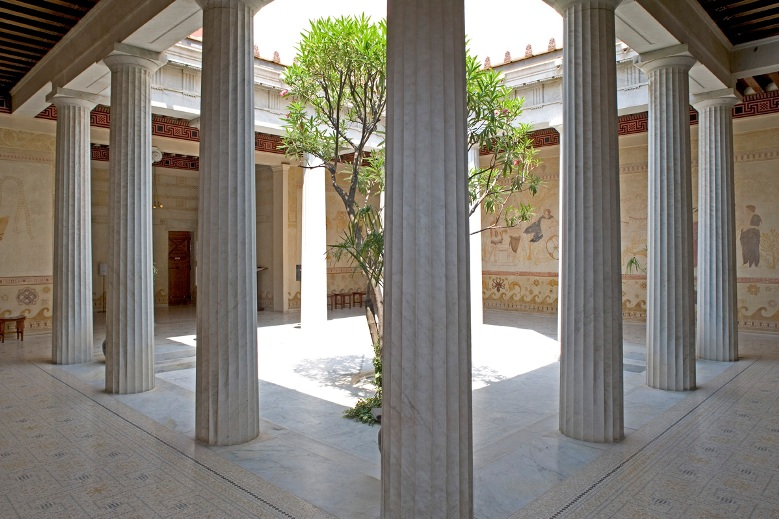
Внутренний дворик виллы на Лазурном берегу

Это продолжалось до Второй мировой войны, в начале которой, в связи с репрессиями, Виктор Эфрусси с семьей эмигрировал в Англию, где и умер 9 июля 1945 года.

### Конец банкирской династии Эфрусси
В марте 1938 года немецкие войска пересекли австрийскую границу, и в Австрии начались массовые погромы евреев. Виктор и его младший сын Рудольф были арестованы. Им удалось получить свободу лишь после того, как Виктор подписал документы, по которым он отказывался от банка Эфрусси, всей своей недвижимости и других семейных активов. Виктор и Эмми получили чешскую визу. Это позволило им покинуть Австрию и перебраться к родителям Эмми в небольшой чешский город Ковексес, в котором жена Виктора вскоре скончалась. В марте 1939 года Виктор получил британскую визу и переехал в Лондон.
12 августа 1938 года «Эфрусси и компания» была вычеркнута из реестра австрийских юридических лиц. В записях было дополнено единственное слово — «уничтожена». Через три месяца её название меняется на Bankhaus СА Steinhausser. После переоценки её стоимость была увеличена в шесть раз. После окончания войны законные наследники получили пятьдесят тысяч шиллингов в обмен на отказ от претензий на имущество семьи Эфрусси.
Игнатий Эфрусси похоронен в семейном мавзолее Эфрусси, построенном в дорическом стиле в еврейской части венского кладбища. Позднее там же были перезахоронены останки его отца — основателя рода Иоахима.
Упоминания Эфрусси встречаются в рассказах Исаака Бабеля и Шолом-Алейхема.

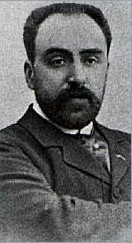
Шарль Эфрусси.

В 2020 году в венском Еврейском музее прошла посвященная Эфрусси выставка .

## Благотворительная деятельность
Династия Эфрусси отличалась своей благотворительной деятельностью. Так в 1871 году было пожертвовано 300 рублей для Одесского сиротского дома, 1000 руб. бедным по завещанию умершей жены Леона Эфрусси (1888 г.); 5000 руб. для построения памятника новороссийскому и бессарабскому генерал-губернатору М. С. Воронцову (1862—1869 гг.) и др.
Семейство Эфрусси основало в Одессе училище, пожертвовав с 1868 г. более 62 тыс. руб. В 1881 г.

император присвоил Одесскому 4-классному городскому училищу наименование «Городское училище Ефрусси». В 1900 году училище Эфрусси было уже 6-ти классным. В 2-этажном здании было 10 классных комнат, физический кабинет, раздевальная, приемная, учительская и канцелярия, рекреационные залы. Училищу принадлежал участок в 424 кв.саж., во дворе — спортивные снаряды, двор постепенно обсаживался деревьями. В штате училища состояло 18 преподавателей, обучалось 533 ученика. Многие годы Игнатий Ефрусси, а затем Юлий Леонович Эфрусси избирались почётными смотрителями училища. В 1900 г. семьей была учреждена стипендия имени Игнатия Ефимовича Эфрусси для 4-х беднейших и способнейших учеников без различия вероисповеданий.
Искусствовед Эдмунд де Ваал, потомок Эфрусси, описал судьбу их семьи, переплетённую с историей коллекции нэцкэ, собранной одним из парижских Эфрусси в 1870-е годы (когда во Франции был период увлечения японской культурой после революции Мэйдзи) и доставшейся потом Виктору Эфрусси.

## Персоналии

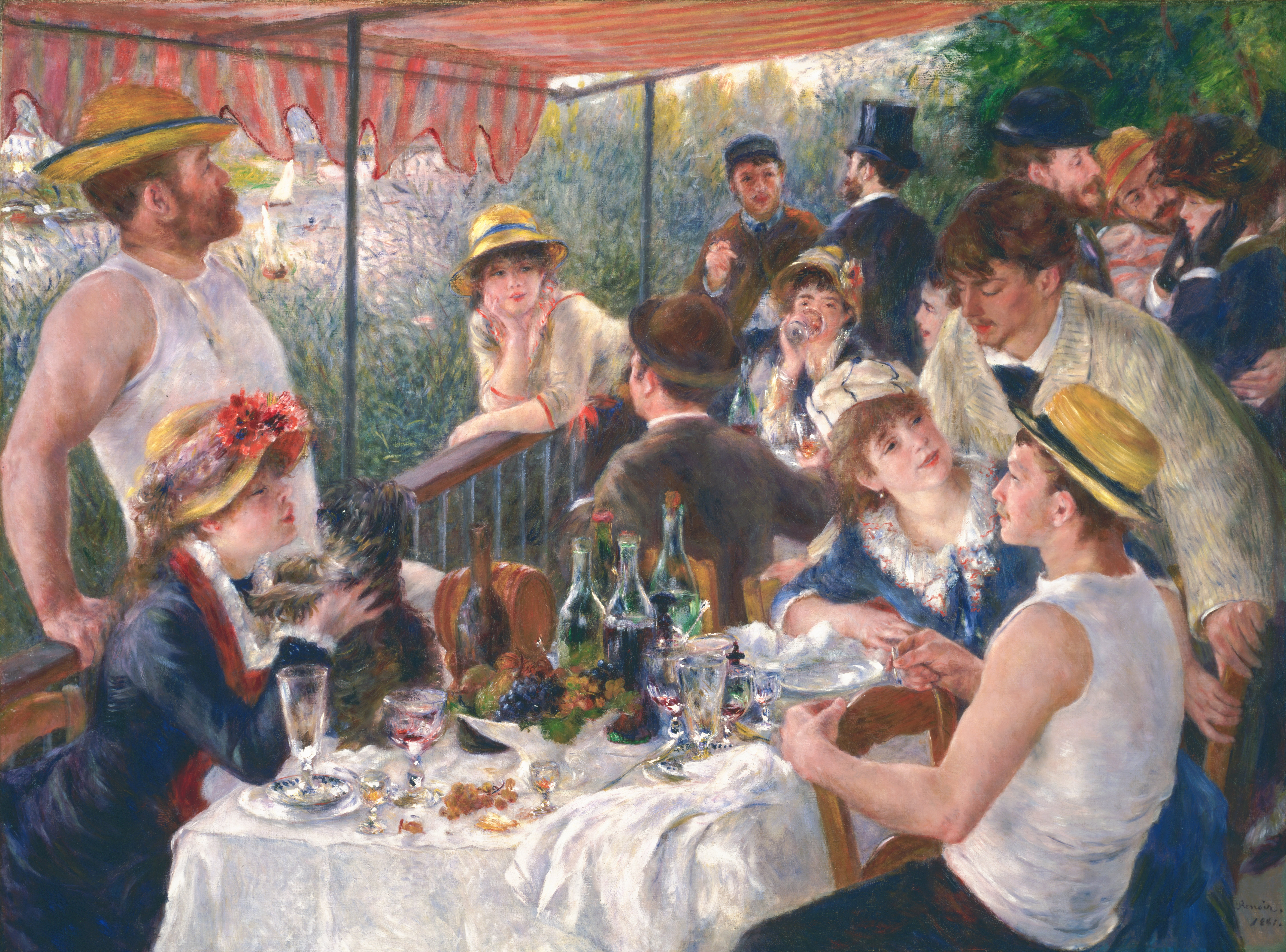
Ш. Эфрусси, давний друг Ренуара, помогал ему получить первые заказы. Художник изобразил его в цилиндре на знаменитой картине «Завтрак гребцов».

- Иоахим Эфрусси (1793—1864) — родоначальник династии, купец из Бердичева.
- Беатриса Эфрусси де Ротшильд (1864—1934) — баронесса из династии Ротшильдов.
- Жюль Эфрусси (Jules Ephrussi (1846—1915) — французский банкир.
- Игнац фон Эфрусси (Игнатий Иоахимович Эфрусси, Ignaz Ritter von Ephrussi, 1829—1899) — австрийский банкир, хозяин венского дворца Эфрусси.
- Мэй Эфрусси (Marie Juliette Ephrussi, Princesse de Faucigny-Lucinge, 1880—1964) — принцесса Фосиньи-Люсиньж.
- Мишель Эфрусси (Michel Ephrussi, 1844—1914) — французский банкир.
- Морис Эфрусси (Мориц Иоахимович Эфрусси, Maurice Ephrussi, 1849—1916) — французский банкир.
- Шарль Эфрусси (1849—1905) — меценат, искусствовед, художественный критик, редактор и издатель.
- Виктор фон Эфрусси (Виктор Эфрусси, 1860—1945) — австрийский банкир, сын Игнаца Эфрусси, дед скульптора и искусствоведа Эдмунда де Ваала (который в 2010 году опубликовал беллетризованную историю рода Эфрусси «Заяц с янтарными глазами») и помогавшего ему брата, журналиста Томаса.

### Связанная с династией Эфрусси недвижимость
- Palais Ephrussi (Рингштрассе, Вена, 1872)
- Вилла Эфрусси-де-Ротшильд (Сен-Жан-Кап-Ферра)
- Villa Kérylos (Больё-сюр-Мер, 1902—1908)
- Hôtel Ephrussi (Rue de Monceau, Париж, 1871)
- Hôtel de Breteuil (Париж, 1892)
- Hôtel 11 (Avenue d’Iéna, Париж, 1892)
- Одесское 6-ти классное училище Эфрусси (основанное Леоном Эфрусси)